# Национални парк Скадарско језеро
Национални парк Скадарско језеро се налази на граници између Црне Горе и Албаније. Црној Гори припада 60% језера док је осталих 40% на територији Републике Албаније. Црногорски део језера са приобаљем, површине 40.000 ha, проглашен је националним парком 1983. године.
Живописно и по много чему јединствено Скадарско језеро сместило се у зетско-скадарској котлини, задржавајући реком Бојаном контакт са Јадранским морем, од којег га је у далекој прошлости одвојио ланац високих планина.
Са површином од 390 до 530 km², зависно од водостаја, а у време поплава порасте бар још за трећину, представља највеће језеро на Балкану. Одваја се од осталих националних паркова као подручје са изразитим лимнолошким карактеристикама, изузетним богатством орнитофауне и ихтиофауне и бујном вегетацијом мочварног типа. Представља један од најинтересантнијих биотопа овог подручја. Читава једна планета живота у води и мочварама.
Само језеро је криптодепресија, што значи да се неки делови његовог дна налазе испод нивоа мора. Таква места названа су сублакустрични извори или ока. Има их око 30. Најдубље око је Радус, дубине 60 m, а по неким подацима и дубље, док је просечна дубина Језера око 6 m.
Његове обале су разуђене и богате бројним заливима, полуострвима и ртовима, већином мочварне, обрасле широким појасом трске. Биљни свет је богат и разноврстан. 
Као значајно станиште водених птица Скадарско језеро је Рамсар конвенцијом 1996. године уписано у Светску листу мочвара од међународног значаја.
Захваљујући првенствено очувању екосистема и услед неприступачности неких делова језера, нарочито уз његову северну мочварну обалу, Скадарско језеро је птичји рај чак за 264 врсте птица, од којих су многе у највећем делу својег ареала, проређене и угрожене. У Европи редак кудрави пеликан (Pelecanus crispus) постао је заштитни знак језера и националног парка.
Лети изгледа као огромна зелена површина пуна расцветалих локвања и остале барске вегетације. Овде живи, гнезди се и зимује 280 врста птица, или половина од укупног броја колико их настањује стари континент, па је језеро место нашло и на листи Светских водених станишта од међународног значаја. Највећи је европски резерват птица мочварица, а међу привилегованим крилатим житељима су и неки од последњих пеликана Европе. И вода врви од интересантних становника, с обзиром на то да у њој плива 48 врста риба.
Многобројни културно-историјски споменици: археолошка налазишта, манастирски комплекси и утврђења, разбацани у широкој лепези у басену Скадарског језера, говоре да је још у XIV и XV веку ово подручје било значајно културно средиште.
Изузетну групу културног наслеђа чини традиционално народно градитељство, стара ненасељена и запуштена рибарска насеља, смештена на самој обали Језера, Радус, Крњице, Посељани, Каруц, у којима се некада становало, живело од рибарења и расплетале рибарске мреже.